# 開心鬼上錯身
《開心鬼上錯身》是一部於1991年上映的香港電影，由黃百鳴和陳學人執導。本片是《開心鬼》系列的第五集，也是票房最低的一集，為1991年票房第46名。本片女主角姬絲阿奎諾是菲律賓當時的總統亞基諾夫人的女兒，其兄為後來出任菲律賓總統的阿基諾三世。上集是1990年的《開心鬼救開心鬼》，下集是2011年的《開心魔法》。

## 劇情簡介
小詩有一隻很可愛的小狗叫Magic（也叫梅基），在她去美國探親期間交由男朋友阿傑照顧。詩去後，阿傑只顧吃喝玩樂，完全忘記照顧Magic，以至Magic離家出走。後Magic經過一廟宇，救了一尊被香燭燒著的開心佛。開心佛立即現身，為答謝Magic相救，願意達成Magic之心願。原來Magic希望做人，開心佛答應給它四十九天做人的滋味，期間有苦有樂，如看到了主人小詩後但又無法表明自己的身份。在期限的最後一天，小詩被劫匪挾持，Magic為了保護小詩而中槍犧牲，此時小詩才發現它確實是自己心愛的Magic......

## 演員表
| 角色名稱      | 演員                                    | 備註                                  |
| ------------- | --------------------------------------- | ------------------------------------- |
| 開心佛        | 黃百鳴                                  | 成佛後的開心鬼（朱錦春）              |
| Magic（梅基） | 黃百鳴（人形（分飾）） 迪士尼犬（原形） | 小詩的寵物狗 最後死亡，開心佛帶走靈魂 |
| 小詩          | 姬絲阿奎諾                              | Magic的主人                           |
| 招人達        | 郭晉安                                  | 綽號為阿傑                            |
| 超市老闆      | 黃新                                    | 梅基打工的超市老闆                    |
|               | 蘇忠                                    |                                       |
| 超市伙計      | 陳志輝                                  | 在超市常捉弄梅基                      |
|               | 陳志成                                  |                                       |
|               | 黎永強                                  |                                       |
|               | 徐寶鳳                                  |                                       |
| 吱吱          | 羅君左                                  | 阿杰的狐朋狗友                        |
| 歪歪          | 谷德昭                                  | 阿杰的狐朋狗友                        |
| QQ            | 張文慈                                  | 狐朋狗友安排的女伴                    |
|               | 董衛廣                                  |                                       |
|               | 陳靜儀                                  |                                       |
|               | 張嘉寶                                  |                                       |
|               | 蔡欣倩                                  |                                       |
|               | 李忠志                                  |                                       |
|               | 劉良發                                  |                                       |
|               | 蘇曉霖                                  |                                       |
|               | 伍國健                                  |                                       |
|               | 邱碧瑜                                  |                                       |
|               | 何偉龍                                  |                                       |
|               | 許思敏                                  |                                       |
|               | 占占士                                  |                                       |
|               | 張照                                    |                                       |
| 銀行搶劫犯    | 黃光亮                                  |                                       |

## 工作人員
- 出品人：黃百鳴
- 導演：陳學人
- 副導演：朱日紅、梁宏發
- 製片：陳詩敏、陳靜儀、黃柏年
- 動作設計：梁小熊、李忠志
- 錄音：Showreel Film Facilities、新藝錄音室
- 美術：方盈
- 場記：謝德強
- 燈光：關全
- 策劃：蔡美詩、王震球
- 化妝：邵健安
- 道具：譚輝、林偉明
- 服裝：潘雁英
- 髮型：葉永雄

## 外部連結
- 影評(英文) （页面存档备份，存于）
- 開眼電影網上《開心鬼上錯身》的資料（繁體中文）
- 豆瓣电影上《開心鬼上錯身》的資料 （简体中文）
- 时光网上《開心鬼上錯身》的資料（简体中文）
- 爛番茄上《開心鬼上錯身》的資料（英文）
- 香港影庫上《開心鬼上錯身》的資料（繁體中文）
- 互联网电影数据库（IMDb）上《開心鬼上錯身》的资料（英文）